# 埼玉県立幸手桜高等学校
埼玉県立幸手桜高等学校（さいたまけんりつ さってさくらこうとうがっこう）は、埼玉県幸手市北一丁目にある公立高等学校。平成25年（2013年）4月1日、埼玉県立幸手商業高等学校が埼玉県立幸手高等学校と再編統合し、旧幸手商業高等学校の所在地で新たに開校した。

## 設置学科
- 総合学科

## 沿革
- 1941年 - 前身の埼玉県立幸手実業学校開校
- 1948年 - 学制改革により埼玉県立幸手商業高等学校に改称
- 1950年 - 定時制設置、同時に共学になる。
- 2009年 - 埼玉県教育委員会が、県立高等学校「後期再編整備計画」案として埼玉県立幸手高等学校との統合を発表。
- 2013年3月31日 - 閉校。
- 2013年4月1日 - 旧幸手高等学校と統合され、埼玉県立幸手桜高等学校として開校（所在地は旧県立幸手商業高等学校）

## クラブ
運動部
- 野球部

硬式野球部は第97回全国高等学校野球大会埼玉県大会一回戦で公式戦初勝利
- 卓球部
- 硬式テニス部
- 陸上部
- バレーボール部

女子バレーボール部は、高校総体予選で二年連続県大会出場
- 男子バスケットボール部
- 女子バスケットボール部
- 柔道部
- サッカー部
- 剣道部
- バドミントン部
- ソフトボール同好会

文化部
- 簿記部
- 文芸部
- CAV部
- 演劇部
- 吹奏楽部
- PMC(軽音楽)部
- 新聞部
- 写真部
- 書道部
- 美術部
- ワープロ部
- JRC部
- 華道部・茶道部
- 珠算部
- ソフトボール同好会

## 交通
- 東武日光線幸手駅東口より徒歩15分